# Slobodan
Slobodan, Słobodan, cyr. Слободан – męskie imię słowiańskie popularne w Serbii i Macedonii (mac. Слободан, wymowa: Słobodan) oraz Chorwacji, Słowenii i Czechach. Wersja bułgarska Свободан/Swobodan. Wykazuje podobieństwo do staropolskich imion, jednoczłonowych-imiesłowowych jak np. Poznan, Stojan, Ciechan, Kochan, Chocian. Slobod-an „swobodny, wolny” od serb. слобода (transliteracja sloboda)  macedońskie слободата/слобода (transkrypcja słobodata/słoboda), porównaj polskie swoboda, staropolskie słoboda,  w XV wieku również świeboda (zobacz też szczegółowe omówienie rzeczownika swoboda w: Pochodzenie nazwy „Słowianie”).
We wczesnej serbskiej literaturze imię Slobodan było używane jako zamiennik (odpowiednik znaczeniowy) greckiego Eleuterego, które pochodziło od  Ελευθεριος „wolny, niezależny” (podobnie jak w Polsce za odpowiednik znaczeniowy łacińskiego imienia Ignacy od ignis „ogień” traktowano Żegotę, od żec „palić”, od psł. *žekti, *žьgǫ).

U południowych Słowian imię wskrzesił i na nowo spopularyzował Vladimir Jovanović (1833-1922), serbski liberalny myśliciel, który swoim dzieciom dał na imię, synowi Slobodan w 1869 r. i córce Pravda w 1871 r.
Serbskie zdrobnienia: Sloba, Slobo, Boban, Boba, Bobi lub Cobi, wersja żeńska: Slobodanka
Znane osoby:
- Slobodan Aligrudić – serbski aktor
- Slobodan Anđelković – serbski piłkarz
- Slobodan Komljenović – serbski piłkarz
- Slobodan Milošević – serbski polityk
- Slobodan Novak (ur. 1924) – pisarz chorwacki
- Slobodan Rajković – serbski piłkarz
- Slobodan Santrač – serbski piłkarz oraz trener
- Slobodan Subotić (ur. 1956) – urodzony w Czarnogórze słoweński koszykarz
- Slobodan Šnajder (ur. 1948) – pisarz chorwacki